# سونلغاز
الشركة الوطنية للكهرباء والغاز أو سونلغاز (بالفرنسية: Sonelgaz)‏، هي شركة عمومية جزائرية مجال نشاطها إنتاج ونقل الطاقة وتوزيعها، وقانونها الأساسي الجديد يسمح لها بإمكانية التدخل في قطاعات أخرى من قطاعات الأنشطة ذات الأهمية بالنسبة إلى المؤسسة ولاسيما في ميدان تسويق الكهرباء والغاز نحو الخارج.

## تاريخها
تم في سنة 1947 إنشاء المؤسسة العمومية «كهرباء وغاز الجزائر» المعروفة اختصارا بالحروف الرامزة (EGA)، التي أسند إليها احتكار إنتاج الكهرباء ونقله وتوزيعها وكذلك توزيع الغاز، وتضم E.G.A المؤسسات السابقة للإنتاج والتوزيع، وهي تنتمي إلى قانون أساسي خاص منها لوبون (LEBON) وشركائه (SAE) (الشركة الجزائرية للكهرباء والغاز) ثم وقعت تحت مفعول قانون التأميم الذي أصدرته الدولة الفرنسية سنة 1946.

## استقلالية أكبر في التسيير
- بموجب المرسوم الرئاسي رقم (195-02) المؤرخ في أول يونيو سنة 2002، المتضمن القانون الأساسي للشركة الجزائرية للكهرباء والغاز المسماة «سونلغاز» شركة مساهمة- تحولت سونلغاز من مؤسسة عمومية ذات طابع صناعي وتجاري إلى شركة مساهمة تحوز الدولة رأسمالها.
- وهذا الانتقال تمليه ضرورة قيام سونلغاز بتكييف نفسها للتلاؤم مع القواعد الجديدة لتسيير القطاع التي أوجبها القانون ولاسيما انفتاح الأعمال والأنشطة وولوج باب المنافسة، وإمكانية اللجوء إلى التساهمية الخاصة، ومن ناحية أخرى فإن هذا القانون الأساسي الجديد يخول المؤسسة استقلالية أكبر ويسمح لها بأن تمارس مسؤولياتها كاملة.
- إن تحديد هدفها الاجتماعي ليفتح لها أفاقا جديدة، فزيادة على أنشطتها المعتادة من إنتاج الكهرباء ونقل وتوزيع الكهرباء والغاز، توفرت لسونلغاز إمكانية العمل والتدخل في العلاية تجاه قطاع المحروقات والقيام على العموم بممارسة أعمال خارج الجزائر.

وعلى صعيد تسييره، يشرف على تسيير سونلغاز شركة مساهمة جمعية عامة ومجلس إدارة ويديرها رئيس مدير عام.

## طموح سونلغاز
- طموح سونلغاز هو أن تغدو مؤسسة تنافسية لكي تقوى على مواجهة المنافسة التي تلوح ملامحها في الأفق، وأن تكون في الأمد المنظور من بين أفضل المتعاملين الخمسة التابعين للقطاع في حوض البحر الأبيض المتوسط.
- وهي شركة مساهمة في مشروع محطة توليد الكهرباء بالطاقة الشمسية والغاز في حاسي الرمل

## عملية تشييد سونلغاز كمجمع صناعي

مجلة تصدرها شركة سونلغاز كلّ ثلاثة أشهر

بدأت عملية تحويل سونلغاز في جانفي 2004 مع إنشاء ثلاث شركات «مهن قاعدية». وهكذا فإن الوحدات المسؤولة عن إنتاج الكهرباء وونقلها وعن نقل الغاز قد شيدت كفروع تضمن إنجاز هذه النشاطات. ويتعلق الأمر بما يلي:
- الشركة الجزائرية لإنتاج الكهرباء (SPE)
- شركة الكهرباء والطاقات المتجددة (SKTM) في 2013.
- الشركة الجزائرية لتسيير شبكة نقل الكهرباء (GRTE)
- الشركة الجزائرية لتسيير شبكة نقل الغاز (GRTG)

في سنة 2005، تم إنشاء فرعين جديدين (المهن المحيطة)، أي:
- الشركة المدنية لطب العمل (SMT)
- مركز البحث وتطوير الكهرباء والغاز (CREDEG).

خلال هذه السنة ذاتها، عرفت بعض الفروع المحيطة التي أنشئت في 1998 إعادة هيكلة.
- أدمجت الشركات الأربع لصيانة وخدمات السيارات لتكوّن شركة وحيدة هي شركة: صيانة وخدمات السيارات (MPV).
- وكذلك الأمر بالنسبة لشركات صيانة المحولات الثلاث التي تم جمعها في شركة وحيدة هي: شركة خدمات المحولات الكهربائية (SKMK).

وهكذا اكتمل شكل قطب فروع (المهن المحيطة) مع الفروع التي كانت موجودة سابقا وهي:
- شركة النقل والشحن الاستثنائي للتجهيزات الصناعية والكهربائية (TRANSMEX) التي أنشئت في 1993.
- شركة الوقاية والعمل الأمني "SEAT" (سابقا SPAS) التي أنشئت في 1996 والتي تضمن حماية أكثر من 800 موقع لمجمع سونلغاز عبر جميع أنحاء التراب الوطني.
- صندوق الخدمات الاجتماعية والثقافية (FOSC)، وهي شركة مدنية مكلفة بقطاع الخدمات الاجتماعية لفائدة عمال جميع فروع مجمع سونلغاز، أنشئت في 1997.
- نزل المزارعين (HMP)، الذي تم اقتناؤه في 1997.
- شركة صيانة التجهيزات الصناعية (MEI)، أنشئت في 1998.
- وكذا الشركة الجزائرية لتقنيات الإعلام (SAT Info)، أنشئت بدورها في في 1998
- وأخيرا، إنشاء المتجر الجزائري للعتاد الكهربائي والغازي (CAMEG)، في 2003، وهو فرع مهمته الرئيسية تسويق العتاد الكهربائي والغازي عبر شبكة توزيع تغطي مجموع أنحاء التراب الوطني.

في 2006، أنشئت خمس شركات «مهن قاعدية» أخرى. فرع أول:
- مسير منظومة الكهرباء (OS)، مكلف بإدارة نظام إنتاج/نقل الكهرباء.

كما تم إنشاء أربعة فروع تضمن مهنة توزيع الكهرباء والغاز، هي:
- الشركة الجزائرية لتوزيع كهرباء وغاز الجزائر (SDA).
- الشركة الجزائرية لتوزيع كهرباء وغاز الوسط (SDC).
- الشركة الجزائرية لتوزيع كهرباء وغاز الشرق (SDE).
- الشركة الجزائرية لتوزيع كهرباء وغاز الغرب (SDO).

تضاف هذه الشركات الخمس لكل من الشركة الجزائرية لإنتاج الكهرباء (SPE)، والشركة الجزائرية لتسيير شبكة نقل الكهرباء (GRTE)، والشركة الجزائرية لتسيير شبكة نقل الغاز (GRTG)، لتكون قطب (المهن القاعدية).
يتضمن هذا القط الأخير كذلك:
- شركة كهرباء ترقة (SKT).
- شركة كهرباء كدية الدروش (SKD).
- شركة كهرباء البروقية (SKB).
- شركة كهرباء سكيكدة (SKS).

هذه الشركات الأربع هي محطات إنتاج الكهرباء أنشئت بمساهمة سوناطراك.
خلال هذه السنة ذاتها، 2006، وفي سياق دعم تنظيم سونلغاز على شكل مجمع وإنجاز برنامج تطوير هام للمجمع، عادت مؤسسات الأشغال الخمس، وهي:
- شركة أشغال الكهربة (KAHRIF).
- شركة الأشغال والتركيب الكهربائي (KAHRAKIB).
- شركة إنجاز القنوات (KANAGHAZ).
- شركة إنجاز المنشآت الأساسية (INERGA)..
- شركة التركيب الصناعي (ETTERKIB).

إلى أحضان مجمع سونلغاز، بقرار للسلطات العمومية، بعد أن كانت عبارة عن هياكل إنجاز مندمجة في المؤسسة، ثم رقيت إلى مؤسسات مستقلة على ضوء إعادة الهيكلة التي تمت في 1983.
في جانفي 2007، جاء دور مراكز الانتقاء والتكوين التابعة لسونلغاز لترقى إلى فرع هو: معهد التكوين في الكهرباء والغاز (IFEG).
وتم توقيع إنهاء عملية إعادة هيكلة مجمع سونلغاز مع إنشاء شركة هندسة الكهرباء والغاز (CEEG) في شهر جانفي 2009، الأمر الذي جعل عدد فروع قطب «الأشغال» يبلغ ستة فروع.
في هذا التاريخ ذاته، تم إنشاء شركتين أخرى ين، هما: الجزائرية لتكنولوجيا الإعلام (ELIT) وشركة الممتلكات العقارية للصناعات الكهربائية والغازية (SOPIEG).
أصبحت سونلغاز اليوم مجمعا صناعيا يتكون من 39 شركة، منها ست شركات مساهمة مباشرة هي:
- الشركة الجزائرية للطاقة (AEC).
- الشركة الجزائرية للطاقة والاتصالات (AETC).
- الطاقة الجديدة الجزائر (NEAL).
- شركة الخدمات الهندسية الجزائرية (ALGESCO).
- الشركة الجزائرية الفرنسية للهندسة والإنجاز (SAFIR).
- شركة كهرباء حجرة النوس (SKH).

هذا، دون حساب المساهمات غير المباشرة مثل (كهرماء)، وأخذ مساهمة من خلال فرع (AEC).
وقد التحق فرع أخير بالمجمع في جوان 2009، هو (إنارة الرويبة).

## مصنع الالواح الشمسية
يتم صنع الألواح الشمسية بمصنع رويبة شرق الجزائر العاصمة بطاقة انتاجية 120 ميغاوات في السنة ويشغل 500 عامل، وقد تم انجاز هذا المصنع الألواح الشمسية بمدينة رويبة شرق الجزائر العاصمة لتزويد السوق الوطنية وإلى التصدير.
فقد بدأ انجاز هذا المصنع في فبراير 2011 وتم الانتهاء من الإنجاز في بداية 2013

## تصدير
تعتزم سونلغاز إمداد ليبيا بـ 180 إلى 200 ميغاواط من الكهرباء عبر الشبكة التونسية. كما شُرع في دراسة مشروع الربط الكهربائي المباشر بين الجزائر وليبيا.

## وصلات خارجية
- موقع الشركة الوطنية للكهرباء والغاز